# Pontogenia augeneri
Pontogenia augeneri är en ringmaskart som beskrevs av Kirkegaard 1983. Pontogenia augeneri ingår i släktet Pontogenia och familjen Aphroditidae. Inga underarter finns listade i Catalogue of Life.